# 일반선형군
수학에서 일반선형군(一般線型群, 영어: general linear group)은 주어진 벡터 공간의 가역 선형 변환들이 이루는 군이다.

## 정의
체 {\displaystyle K}에 대한 벡터 공간 {\displaystyle V}의 일반선형군 {\displaystyle \operatorname {GL} (V)}은 가역 선형 변환 {\displaystyle M\colon V\to V}들의, 함수의 합성에 대한 군이다. 이는 {\displaystyle K}-대수군을 이룬다.
만약 {\displaystyle V}가 유한 차원 {\displaystyle V=K^{n}}일 경우, {\displaystyle \operatorname {GL} (V)}를 {\displaystyle \operatorname {GL} (n;K)}라고 쓴다. 이는 {\displaystyle n\times n} {\displaystyle K}-가역행렬들의 군으로 여길 수 있다. 만약 {\displaystyle K}가 실수체 또는 복소수체인 경우, 이는 실수 또는 복소 리 군이다.

## 성질

### 실수 일반선형군
실수 일반선형군 {\displaystyle \operatorname {GL} (n;\mathbb {R} )}은 {\displaystyle n^{2}}차원 실수 리 군이다. 그 리 대수 {\displaystyle {\mathfrak {gl}}(n;\mathbb {R} )}는 {\displaystyle n\times n} 실수 행렬들의 리 대수이다.
다양체로서, 실수 일반선형군 {\displaystyle \operatorname {GL} (n;\mathbb {R} )}은 콤팩트 공간 또는 연결 공간이 아니며, 두 개의 연결 성분을 갖는다. 이는 각각 행렬식이 양수인 성분과 음수인 성분이다. 단위원을 포함하는, 행렬식이 양수인 부분공간 {\displaystyle \operatorname {GL} ^{+}(n;\mathbb {R} )}은 정규 부분군을 이루며, 이에 대한 몫군은 물론 {\displaystyle \mathbb {Z} /2}이다.

### 복소 일반선형군
복소 일반선형군 {\displaystyle \operatorname {GL} (n;\mathbb {C} )}은 복소 {\displaystyle n^{2}}차원 (실수 {\displaystyle 2n^{2}}차원) 리 군이다. 그 리 대수 {\displaystyle {\mathfrak {gl}}(n;\mathbb {C} )}는 {\displaystyle n\times n} 복소 행렬들의 리 대수이다.
다양체로서, 복소 일반선형군 {\displaystyle \operatorname {GL} (n;\mathbb {C} )}은 연결 공간이며, 콤팩트하지 않다. 그 기본군은
{\displaystyle \pi _{1}(\operatorname {GL} (n,\mathbb {C} )\cong \mathbb {Z} }
이다.

### 유한체 일반선형군
유한체 {\displaystyle \mathbb {F} _{q}}의 경우, 간혹 {\displaystyle \operatorname {GL} (n;\mathbb {F} _{q})} 대신 {\displaystyle \operatorname {GL} (n;q)}로 쓰기도 한다. {\displaystyle \operatorname {GL} (n;\mathbb {F} _{q})}의 크기는 다음과 같다.
{\displaystyle \left|\operatorname {GL} (n;\mathbb {F} _{q})\right|=(q^{n}-1)(q^{n}-q)(q^{n}-q^{2})\ \ldots \ (q^{n}-q^{n-1})}

## 같이 보기
- 유한단순군의 목록
- 2차원 실수 특수선형군